# Feria
Feria – gmina w Hiszpanii, w Estremadurze, w prowincji Badajoz. Zamieszkuje ją 1435 osób.